# Ligne de Montmédy à Écouviez
La ligne de Montmédy à Écouviez est une ancienne ligne ferroviaire française à écartement standard qui reliait Montmédy à la frontière belge où elle était reliée à la ligne de Marbehan à Virton.
Bien qu'entièrement déclassée et déposée, elle constitue la ligne 201 000 du réseau ferré national.
Dans l'ancienne numérotation SNCF des lignes de la région Est, elle constituait également les lignes 194 (Montmédy - Écouviez - Lamorteau) et 196 (Écouviez - Velosnes-Torgny).

## Histoire
La ligne est concédée à la Compagnie des chemins de fer de l'Est par une convention signée le 17 juin 1873 entre le ministre des Travaux publics et la Compagnie. Cette convention est approuvée à la même date par une loi qui déclare la ligne d'utilité publique.
La ligne se raccorde à la ligne de Mohon à Thionville près d’Écouviez. À l’origine, seul existait le raccordement en direction de Montmédy. Une courbe de raccordement vers le sud est à son tour construit au début du XXe siècle. Le déclin du trafic des voyageurs et marchandises locales à partir des années 1930, conjugué à l'intensification du trafic des trains de minerai entre le bassin lorrain et la Belgique provoqua la mise hors service du raccordement direct vers Montmédy[Quand ?].
En 1985, alors que le trafic de minerai est en régression constante, la SNCF et la SNCB conviennent de fermer le point frontière de Lamorteau - Écouviez et de reporter le trafic transfrontalier au point frontière d'Athus - Mont-Saint-Martin. La ligne de Montmédy à Écouviez est alors desélectrifiée, fermée et démontée.